# Giraffoidea

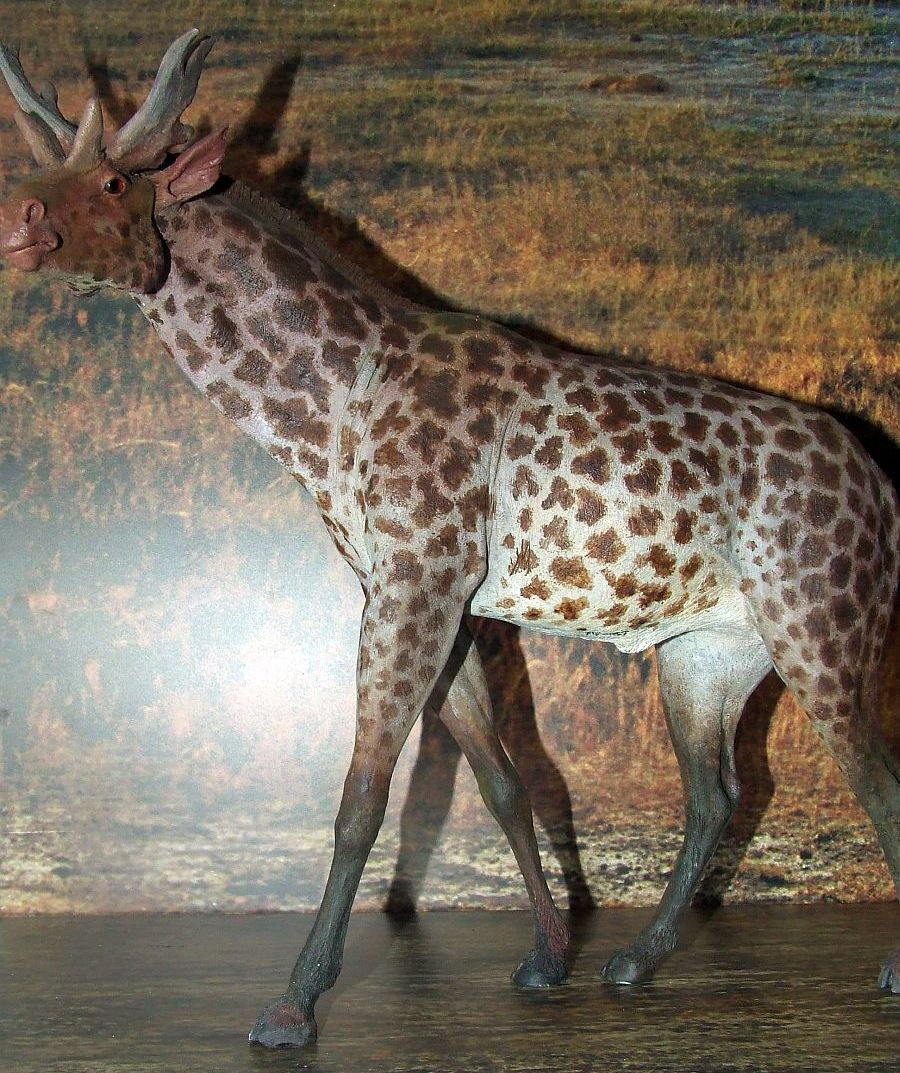
Reconstrucción de un Sivatherium.

Giraffoidea es una superfamilia que incluye a las familias Climacoceratidae, Giraffidae y Canthumerycidae. Los únicos taxones existentes son los jiráfidos, que incluyen a dos especies: la jirafa y el okapi. Climacoceratidae también se colocan en la superfamilia, pero originalmente estaba dentro de la familia Palaeomerycidae. De acuerdo con algunas clasificaciones también se incluye a los berrendos (Antilocapridae) y a los Palaeomerycidae.

## Clasificación
- ORDEN ARTIODACTYLA
  - Suborden Ruminantia
    - Infraorden Pecora
      - Superfamilia Giraffoidea
        - Familia †Climacoceratidae
          - †Climacoceras
          - †Prolibytherium

        - Familia †Canthumerycidae
          - †Canthumeryx

        - Familia Giraffidae
          - Géneros basales
            - ?Injanatherium †
            - ?Propalaeomeryx †

          - Subfamilia †Sivatheriinae
            - Birgerbohlinia †
            - Bramatherium †
            - Decennatherium †
            - Helladotherium †
            - Hydaspitherium †
            - Karsimatherium †
            - Sivatherium (sivaterios) †
            - Vishnutherium †

          - Subfamilias Giraffinae y Palaeotraginae (varios géneros disputados)
            - Bohlinia †
            - Csakvarotherium †
            - Giraffa
              - Giraffa camelopardalis (jirafa)

            - Giraffokeryx †
            - Honanotherium †
            - Libytherium †
            - Macedonitherium †
            - Mitilanotherium †
            - Okapia
              - Okapia johnstoni (okapi)

            - Palaeogiraffa? †
            - Palaeotragus †
            - Praepalaeotragus †
            - Progiraffa †
            - Samotherium †
            - Shansitherium †
            - Sogdianotherium †
            - Umbrotherium †